# Eczemotes atomaria
Eczemotes atomaria là một loài bọ cánh cứng trong họ Cerambycidae.